# Phenix City (Alabama)
Phenix City es una ciudad ubicada en los condados de Russell y Lee en el estado estadounidense de Alabama. En el año 2000 tenía una población de 28 265 habitantes y una densidad poblacional de 469 personas por km².

## Geografía
Phenix City se encuentra ubicada en las coordenadas 32°28′22″N 85°1′12″O / 32.47278, -85.02000 (32.472822, -85.020121). Según la Oficina del Censo, la localidad tiene un área total de 25,3 km² (9,76833976834 mi²), de la cual 25,3 km² (9,76833976834 mi²) es tierra y 25,3 km² (10 mi²) (0.0%) es agua.

## Demografía
Según la Oficina del Censo en 2000 los ingresos medios por hogar en la localidad eran de $26,720, y los ingresos medios por familia eran $33,740. Los hombres tenían unos ingresos medios de $28,906 frente a los $21,348 para las mujeres. La renta per cápita para la localidad era de $14,619. Alrededor del 21,3% de la población estaban por debajo del umbral de pobreza.